# Jamila Medina Ríos
Jamila Medina Ríos (4 de septiembre de 1981) es una profesora, poeta, narradora, ensayista y editora cubana. Es una de las voces más reconocidas de la poesía contemporánea en su país.

## Biografía
Licenciada en Letras, en la Universidad de La Habana (2007). Perteneció al grupo Vórtice y cursó el Taller de Técnicas Narrativas del Centro de Formación Literaria “Onelio Jorge Cardoso” en 2002. 
Laboró como editora y codirectora de la revista estudiantil Upsalón, de la Facultad de Artes y Letras de la Universidad de La Habana. Impartió clases de Literatura y Lingüística, en ese centro de estudios y en la Escuela Latinoamericana de Medicina. Participó, en el año 2011, en el Encuentro Iberoamericano de Poetas en el Centro Histórico: Vértigo de los aires, en México, D. F.
Cursó la carrera de Ciencias de la Religión, en el Instituto Superior Ecuménico de Ciencias de la Religión, y la maestría en Lingüística Aplicada de la Facultad de Lenguas Extranjeras, en la Universidad de La Habana.
Fue redactora jefa de poesía en Ediciones Unión y miembro de la Asociación Hermanos Saíz.

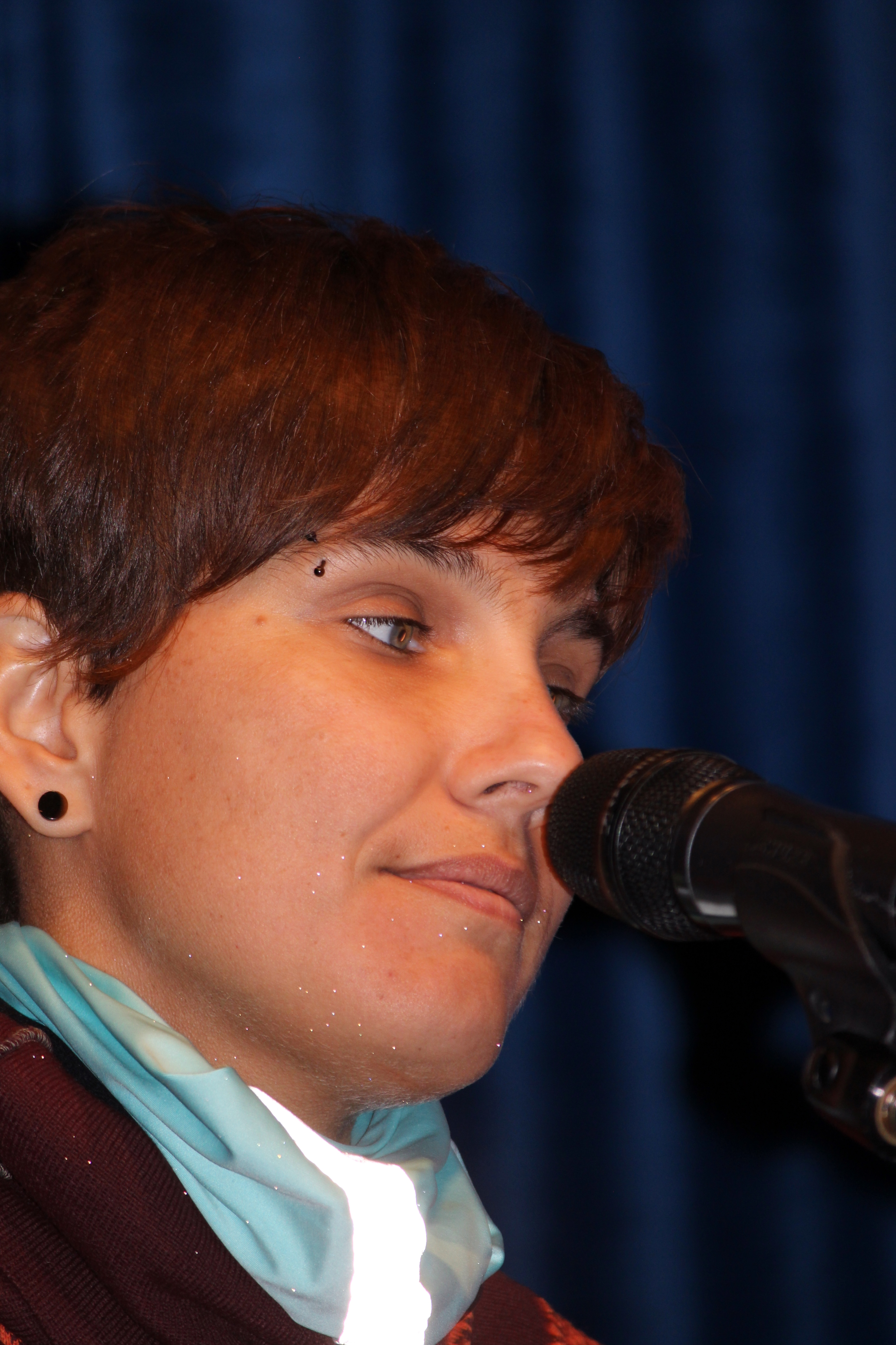
Declamando en la Bienal de Poesía de Moscú, 2019

## Obra
- 2009, Huecos de araña (poesía), Ediciones Unión, La Habana, Cuba.
- 2011, Ratas en la alta noche (cuento), Malpaís Ediciones, México DF.
- 2011, Escritos en servilletas de papel (cuento), Ediciones La Luz, Holguín, Cuba.
- 2012, Diseminaciones de Calvert Casey (ensayo), Editorial Letras Cubanas, La Habana, Cuba.
- 2012, Primaveras cortadas (poesía), Proyecto Literal, México DF.
- 2013, Del corazón de la col y otras mentiras (poesía), Colección Sur Editores, Unión de Escritores y Artistas de Cuba, La Habana, Cuba; Amargord Ediciones, Madrid, España, 2020.
- 2013, Anémona (poesía), Sed de Belleza, Santa Clara, Cuba; Editorial Polibea, Madrid, España, 2016.
- 2015, Traffic Jam (antología poética), Atarraya Cartonera, San Juan, Puerto Rico.
- 2015, Para empinar un papalote (antología poética), Casa de Poesía, San José, Costa Rica.
- 2017, País de la siguaraya (poesía), Editorial Letras Cubanas, La Habana, Cuba.
- 2017, JamSession (antología poética), Fondo editorial Universidad Autónoma de Querétaro, Querétaro, México.

## Antologías en las que ha participado
- 2008, Memoria de los otros. Antología de jóvenes narradores holguineros, Ediciones La Luz, Holguín, Cuba.
- 2009, El sol eterno. Antología de jóvenes poetas holguineros, Ediciones La Luz, Holguín, Cuba.
- 2011, La Isla en versos. Cien poetas cubanos, Ediciones La Luz, Holguín, Cuba.
- 2011, El libro verde, Festival Internacional de Poesía de La Habana, Instituto Estatal de Cultura de Tabasco, México.
- 2012, Distintos modos de evitar un poeta: poesía cubana del siglo xx, El Quirófano Ediciones, Guayaquil, Ecuador.
- 2012, Rosa Caribe. Poesía de Venezuela y Cuba, Ediciones La Mancha, Caracas, Venezuela.
- 2012, Todo un cortejo caprichoso, Ediciones La Luz, Holguín, Cuba.
- 2013, Las ondulaciones permanentes: última poesía cubana, Proyecto Literal, México.
- 2013, La calle de Rimbaud. Nuevos poetas cubanos, Ediciones Aldabón, Matanzas, Cuba.
- 2014, El árbol en la cumbre. Nuevos poetas cubanos en la puerta del milenio, Editorial Letras Cubanas, La Habana, Cuba.
- 2017, Long Playing Poetry. Cuba: Generación Años Cero. Sel. y pról. de Javier L. Mora y Ángel Pérez, Editorial Casa Vacía, Richmond, Virginia, USA.
- 2017, Once jóvenes poetas cubanos, Buenos Aires Poetry, Buenos Aires, Argentina.
- 2018, Generation Zero: New Cuban Poetry, Kenyon Review, Ohio, USA.
- 2018, Lenguas de marabú. Poesía cubana del siglo XXI, Editorial Polibea, Madrid, España.
- 2019, En el secadero de almas: poesía cubana de la Generación 0/ In the drying shed of souls: poetry from Cuba´s Generation Zero, The Operating System, NY, USA.